# August Riise
August Jacob Christian Riise (født 7. marts 1825 i København, død 5. juni 1883 i Helsingør) var en dansk malermester, byggematador og direktør.
Riise var søn af kammersekretær Jacob Riise og Jensine Emilie f. Hansen. Han kom i malerlærer hos Caspar Peter Kongslev og fulgte fra 1839-46 undervisningen for håndværkere på Kunstakademiet. Allerede i sin lærertid blev han betroet at dekorere et af lofterne i Thorvaldsens Museum og i 1847 blev han som 22-årig malerester. Han indtrådte i Borgervæbningen, hvor han snart avancerede til officer og sluttede som kaptajn. Han grundlagde  forretning og  udførte med tiden adskillige malerarbejder til vigtige bygningsværker, bl.a. Børsen, Kommunehospitalet og Sankt Hans Hospital, og han var i mange år Marineministeriets faste malermester.
I 1856 giftede Riise sig med Caroline Emilie, f. Thorup, hvis familie havde dybe rødder i forlystelseslivet på Frederiksberg. Hendes far Carl Magnus Thorup var indehaver af forlystelsesetablissementet Sommerlyst og morfaren Reimert Kehlet og dennes broder, Christian Kehlet, ejede henholdsvis Rosenlund og Alléenberg.  I 1860 opførte Riise en villa på Allégade, der siden blev kendt som Riises Villa, hvor han bosatte sig, og året efter blev han optaget i Det Kongelige Skydeselskab. Han tilbragte her nogle år, men forretningslivet kaldte ham snart tilbage til byen.  
I 1859 udså Riise en god forretning på Gammelholm, der efter flådens overflytning til Nyholm, udgjorde et stort, øde areal tæt på centrum. Han opkøbte grunde og opførte først et stort boligkompleks efter tegninger af arkitekt Theodor Sørensen på hjørnet af Holmens Kanal og Niels Juels Gade, der siden blev omdannet til Hotel Kongen af Danmark. Mens  J.D. Herholdts Nationalbank rejste sig, opførte han efterfølgende bagved et stort kompleks efter tegninger af Vilhelm Dahlerup og J.H. Nebelong med facade ud til Havnegade, hvis forreste del udgjordes af herskabslejligheder og bagerste del blev til Gammelholms Selskabslokaler. Da byggeriet stod færdigt i 1869, flyttede Riise selv ind i forhuset og blev boende her resten af sit liv. 
Riise var en virksom mand, der gerne ville engagere sig i sin by. I 1872 tilbød han således at forestå en sanering af Peder Madsens Gang, men projektet blev overtaget af C. F. Tietgen. I stedet blev han i 1873 indvalgt i Tivolis bestyrelse og i årene 1879-82 var han endda havens administrerende direktør. Da voldene faldt og fæstningsterrænet skulle bebygges i 1870'erne, var det ifølge Dansk Folkeblad Riise, der havde udarbejdet planerne.
I 1880 drev Riises aktivitetstrang ham ud af byen. Han opkøbte et større strandareal nord for Helsingør, hvor han opførte tre villaer til udlejning og købte i 1882 Marienlyst Badeanstalt, som han omdannede aktieselskab og selv blev direktør for. Han købte ligeledes i de samme år Stendrup Mølle syd for Esrum Sø og Vamdrup Hovedgård ved Ribe, men døde pludselig midt i den hektiske aktivitet den 5. juni 1883.